# Чемпіонат Європи з легкої атлетики в приміщенні 1979
Чемпіонат Європи з легкої атлетики в приміщенні 1979 відбувся 24-25 лютого у віденському «Феррі-Дузіка-Галленштадіон».
Відень вдруге приймав європейський легкоатлетичний чемпіонат у приміщенні. Вперше це сталось у 1970.

## Призери

### Чоловіки
| Дисципліни            | Золото                      | Золото       | Срібло                      | Срібло  | Бронза                      | Бронза  |
| --------------------- | --------------------------- | ------------ | --------------------------- | ------- | --------------------------- | ------- |
| 60 метрів             | Мар'ян Воронін Польща       | 6,57 CR      | Лешек Дунецький Польща      | 6,62    | Петар Петров Болгарія       | 6,63    |
| 400 метрів            | Карел Коларж Чехословаччина | 46,21 WIB CR | Стефано Малінверні Італія   | 46,59   | Хорія Тобок Румунія         | 46,86   |
| 800 метрів            | Антоніо Паес Іспанія        | 1.47,4h      | Бінко Колєв Болгарія        | 1.47,8h | Андраш Пароцаї Угорщина     | 1.48,2h |
| 1500 метрів           | Імонн Коглен Ірландія       | 3.41,8       | Томас Вессінгхаге ФРН       | 3.42,2  | Джон Робсон Велика Британія | 3.42,8h |
| 3000 метрів           | Маркус Ріффель Швейцарія    | 7.44,43 CR   | Крістоф Герле ФРН           | 7.45,44 | Олександр Федоткін СРСР     | 7.45,50 |
| 60 метрів з бар'єрами | Томас Мункельт НДР          | 7,59 WIB CR  | Арто Брюггаре Фінляндія     | 7,67    | Едуард Переверзєв СРСР      | 7,70    |
| Стрибки у висоту      | Володимир Ященко СРСР       | 2,26         | Геннадій Белков СРСР        | 2,26    | Андре Шнайдер-Лауб ФРН      | 2,24    |
| Стрибки з жердиною    | Владислав Козакевич Польща  | 5,58 CR      | Костянтин Волков СРСР       | 5,45    | Володимир Трофименко СРСР   | 5,45    |
| Стрибки у довжину     | Володимир Цепельов СРСР     | 7,88         | Валерій Підлужний СРСР      | 7,86    | Лутц Франке НДР             | 7,80    |
| Потрійний стрибок     | Геннадій Валюкевич СРСР     | 17,02        | Анатолій Піскулін СРСР      | 16,97   | Яак Уудмяе СРСР             | 16,91   |
| Штовхання ядра        | Рейо Стольберг Фінляндія    | 20,47        | Джефф Кейпс Велика Британія | 20,23   | Володимир Кисельов СРСР     | 20,01   |

### Жінки
| Дисципліни            | Золото                       | Золото         | Срібло                             | Срібло  | Бронза                     | Бронза  |
| --------------------- | ---------------------------- | -------------- | ---------------------------------- | ------- | -------------------------- | ------- |
| 60 метрів             | Марліс Ґер НДР               | 7,16           | Маріта Кох НДР                     | 7,19    | Людмила Сторожкова СРСР    | 7,22    |
| 400 метрів            | Верона Елдер Велика Британія | 51,80          | Ярміла Кратохвілова Чехословаччина | 51,81   | Каролін Кефер Австрія      | 51,90   |
| 800 метрів            | Ніколіна Штерева Болгарія    | 2.02,6h        | Аніта Вайсс НДР                    | 2.02,9h | Фіца Ловін Румунія         | 2.03,1h |
| 1500 метрів           | Наталія Мерешеску Румунія    | 4.03,5h WIB CR | Заміра Зайцева СРСР                | 4.03,9h | Світлана Гуськова СРСР     | 4.07,4h |
| 60 метрів з бар'єрами | Данута Перка Польща          | 7,95           | Гражина Рабштин Польща             | 8,00    | Ніна Моргуліна СРСР        | 8,09    |
| Стрибки у висоту      | Андреа Матай Угорщина        | 1,92           | Урсула Келян Польща                | 1,85    | Ульріке Мейфарт ФРН        | 1,80    |
| Стрибки у довжину     | Зігрун Зігль НДР             | 6,70 CR        | Ярміла Нигринова Чехословаччина    | 6,42    | Лена Юханссон Швеція       | 6,27    |
| Штовхання ядра        | Ілона Слюп'янек НДР          | 21,01          | Маріанне Адам НДР                  | 20,11   | Джуді Оукс Велика Британія | 15,66   |

## Медальний залік
| Місце                | Країна               | Золото | Срібло | Бронза | Загалом |
| -------------------- | -------------------- | ------ | ------ | ------ | ------- |
| 1                    | НДР                  | 4      | 3      | 1      | 8       |
| 2                    | СРСР                 | 3      | 5      | 8      | 16      |
| 3                    | Польща               | 3      | 3      | 0      | 6       |
| 4                    | Чехословаччина       | 1      | 2      | 0      | 3       |
| 5                    | Велика Британія      | 1      | 1      | 2      | 4       |
| 6                    | Болгарія             | 1      | 1      | 1      | 3       |
| 7                    | Фінляндія            | 1      | 1      | 0      | 2       |
| 8                    | Румунія              | 1      | 0      | 2      | 3       |
| 9                    | Угорщина             | 1      | 0      | 1      | 2       |
| 10                   | Ірландія             | 1      | 0      | 0      | 1       |
| 10                   | Іспанія              | 1      | 0      | 0      | 1       |
| 10                   | Швейцарія            | 1      | 0      | 0      | 1       |
| 13                   | ФРН                  | 0      | 2      | 2      | 4       |
| 14                   | Італія               | 0      | 1      | 0      | 1       |
| 15                   | Австрія              | 0      | 0      | 1      | 1       |
| 15                   | Швеція               | 0      | 0      | 1      | 1       |
| Загалом (16 збірних) | Загалом (16 збірних) | 19     | 19     | 19     | 57      |

## Відео
- Відеозвіт на YouTube

## Виступ українців
| Чоловіки (3) | Чоловіки (3)       | Чоловіки (3) | Чоловіки (3) |
| Місце        | Атлет              | Дисципліна   | Результат    |
| ------------ | ------------------ | ------------ | ------------ |
| 1            | Володимир Ященко   | висота       | 2,26         |
| 2            | Валерій Підлужний  | довжина      | 7,86         |
| 3            | Володимир Кисельов | ядро         | 20,01        |

| Жінки (1) | Жінки (1)        | Жінки (1)  | Жінки (1) |
| Місце     | Атлетка          | Дисципліна | Результат |
| --------- | ---------------- | ---------- | --------- |
| заб       | Марія Кульчунова | 400 м      | 53,49     |